# Bosana

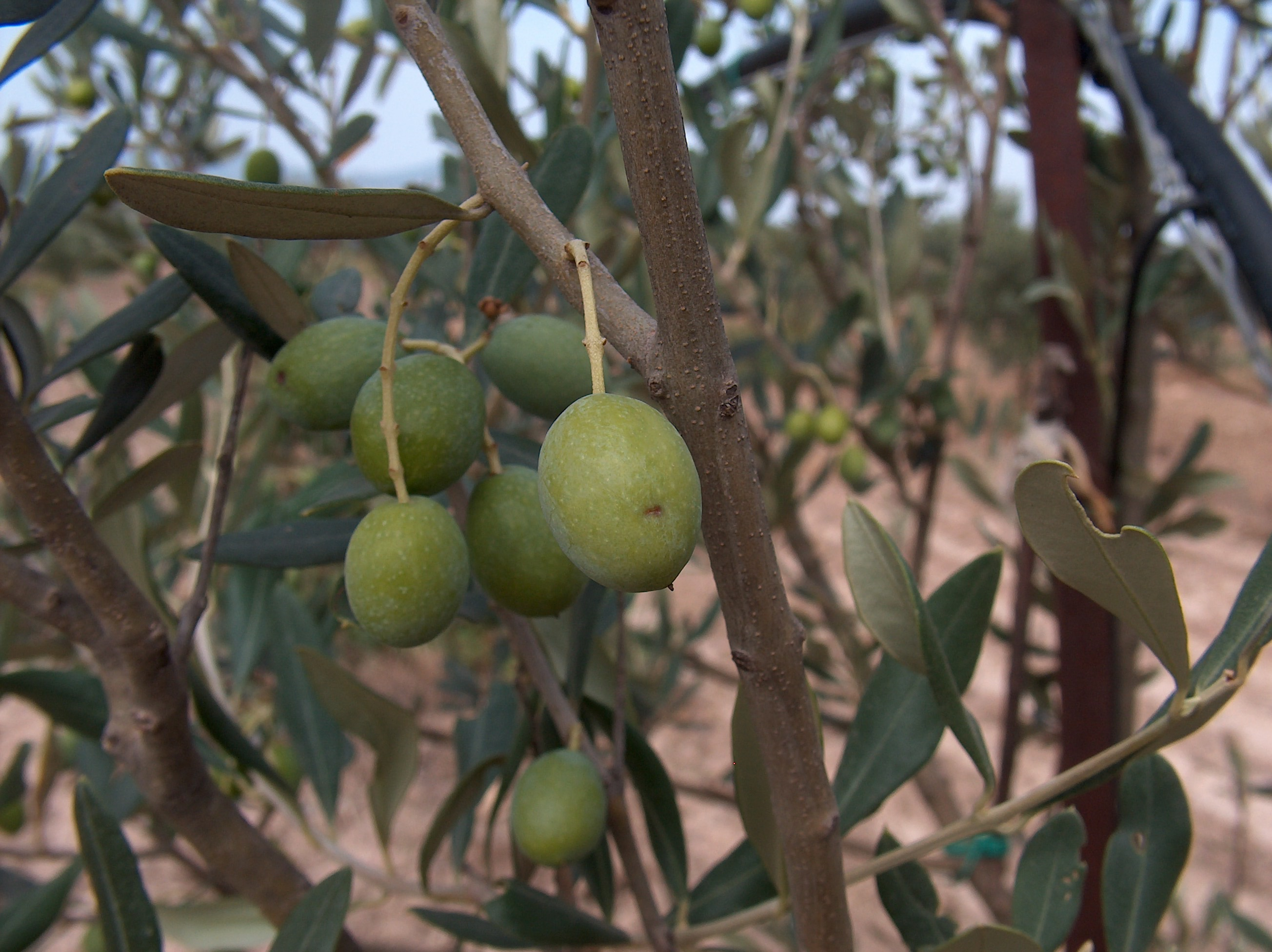
Bosana, variété d'olivier (Olea europaea).

La Bosana est une variété d'olivier dont la culture est répandue en Sardaigne. L'étymologie du nom est incertaine, mais elle pourrait avoir son origine dans la région de Bosa. En tout cas, on peut imaginer que la culture est d'origine espagnole.

## Répartition géographique
La Bosana est très présente dans toutes les régions olivicoles du centre de la Sardaigne (Sassari, Nurra, Marghine, Planargia) et sensiblement moins dans la Sardaigne du centre-sud, en particulier dans certaines parties de la province du Sud-Sardaigne.

## Dénominations
On pense que le nom de Bosana englobe d'autres variétés à diffusion locale. Dans la littérature on les trouve sous la dénomination de Palma, Aligaresa, Algherese, Tonda di Sassari, Sassarese, Olia de Ozzu, Olieddu, Sivigliana piccola ou encore Bosinca.

## Caractéristiques
Il s'agit d'une culture de moyenne vigueur, étendue avec des feuilles elliptiques lancéolées, planes, à apex ouvert et de développement moyen.
Les olives sont de taille moyenne (2,5 à 3 g), de forme légèrement ovoïdale, plutôt symétrique et avec le plus grand diamètre vers l'apex. L'apex de la drupe est arrondi et n'a pas d'umbone. La superficie est couverte de petites lentilles.
La maturation débute par l'apex et est plutôt scalaire. À maturité la couleur est noire. L'olive est mure entre novembre et décembre.

## Transformation

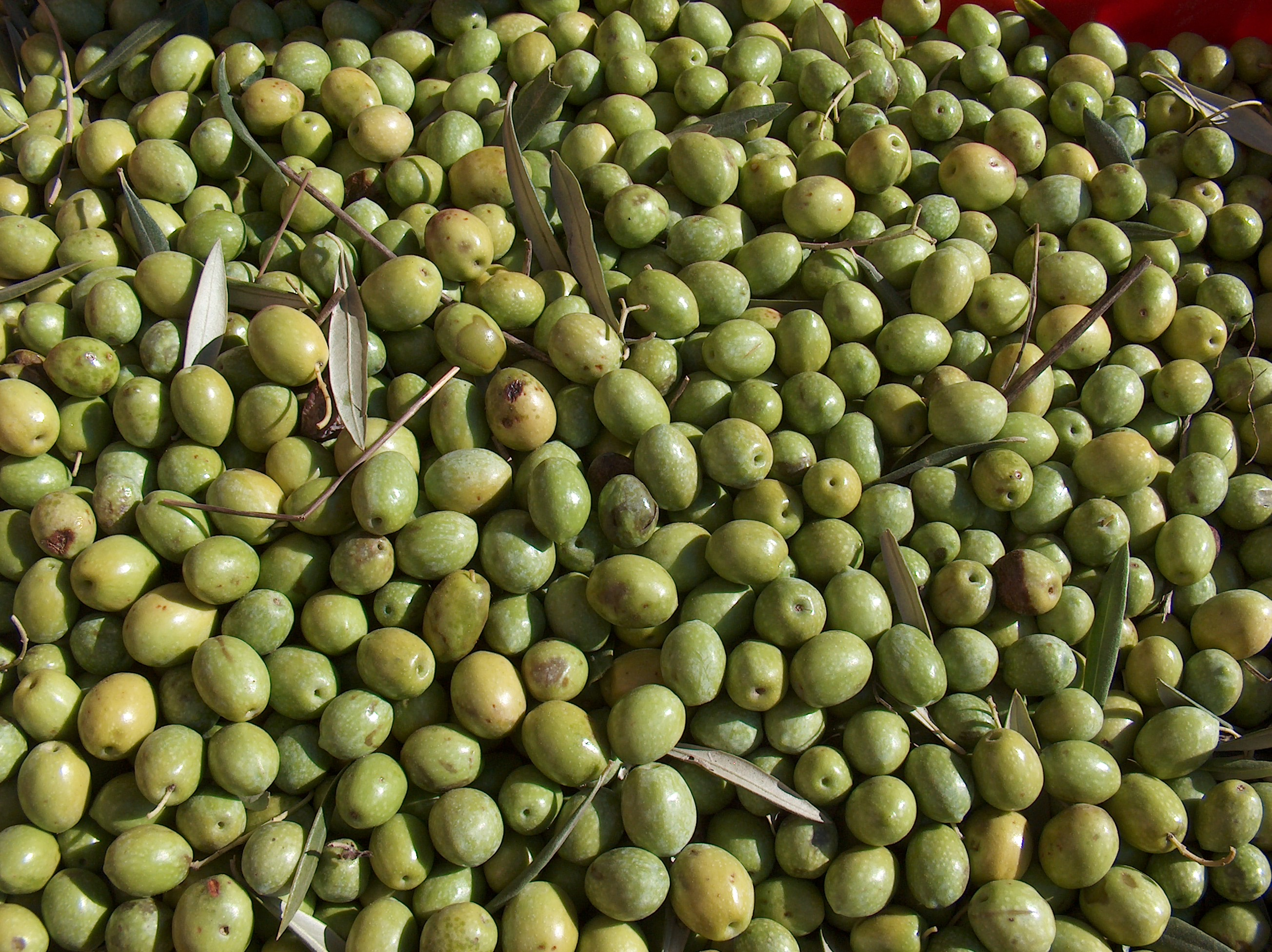
Olives cv. Bosana cueillies avant maturation.

Traditionnellement considérée comme de culture à double finalité, la bosana est en réalité surtout utilisée pour l'extraction de l'huile, et elle permet des rendements satisfaisants. L'huile obtenue est de bonne qualité, si les olives sont cueillies suffisamment tôt, avant la maturation. 
Les drupes les plus grandes sont souvent utilisées comme olives de table, vertes et noires. Leur capacité à ne pas perdre leur couleur pendant la transformation est une caractéristique intéressante.

## Aspects agronomiques
C'est un cultivar très productif, adapté aux oliveraies à culture intensive. Il a besoin de pollinisateurs tels que le Tonda di Cagliari, le Villacidro Paschixedda ou le Cariasina.